# Personaggi di The Last of Us

I protagonisti del gioco: Joel (sinistra) ed Ellie (destra)

The Last of Us, un videogioco horror di sopravvivenza in stile avventura dinamica sviluppato dalla Naughty Dog, tratta del legame tra un uomo, Joel, e un'adolescente, Ellie. In un futuro postapocalittico, Joel è incaricato di scortare Ellie in diversi luoghi degli Stati Uniti nel tentativo di creare una potenziale cura contro un'infezione, a cui Ellie è immune. Il legame tra i due personaggi diventa la base dello sviluppo del gioco.
Joel è il primo personaggio effettivo a poter essere giocato, anche se prima di lui i giocatori assumono il controllo di Sara per una breve parte del gioco, mentre per alcune parti del gioco sarà possibile controllare pure Ellie. Durante il loro viaggio, Joel ed Ellie incontrano diversi personaggi: Tess, una sopravvissuta, amica di Joel; Marlene, la leader del gruppo miliziano “Le Luci”; Bill, un sopravvissuto che ha fortificato la propria città; Henry e Sam, i fratelli da Pittsburgh; il fratello di Joel, Tommy, e sua moglie Maria, i quali hanno costruito il loro insediamento; David, il leader di un gruppo di cannibali. In aggiunta, la figlia di Joel, Sarah, appare nel prologo del gioco, e l'amica di Ellie, Riley Abel, che si trova nel DLC The Last of Us: Left Behind.
Una squadra della Naughty Dog ha disegnato gli aspetti dei personaggi, e il direttore creativo Neil Druckmann è stato il principale scrittore delle loro personalità e manierismi. Gli attori hanno avuto una considerevole licenziosità per improvvisare i tratti e influenzare la personalità del personaggio, eseguendo simultaneamente il motion capture per il loro personaggio. Vari personaggi sono stati influenzati dalla progressione della storia, in definitiva diventando completamente diversi dalla visione iniziale. Il legame dei personaggi ha ricevuto le lodi da diverse testate giornalistiche, e la recitazione ha avuto molti premi, inclusi due BAFTA e un DICE Award.

## Personaggi principali

### Joel

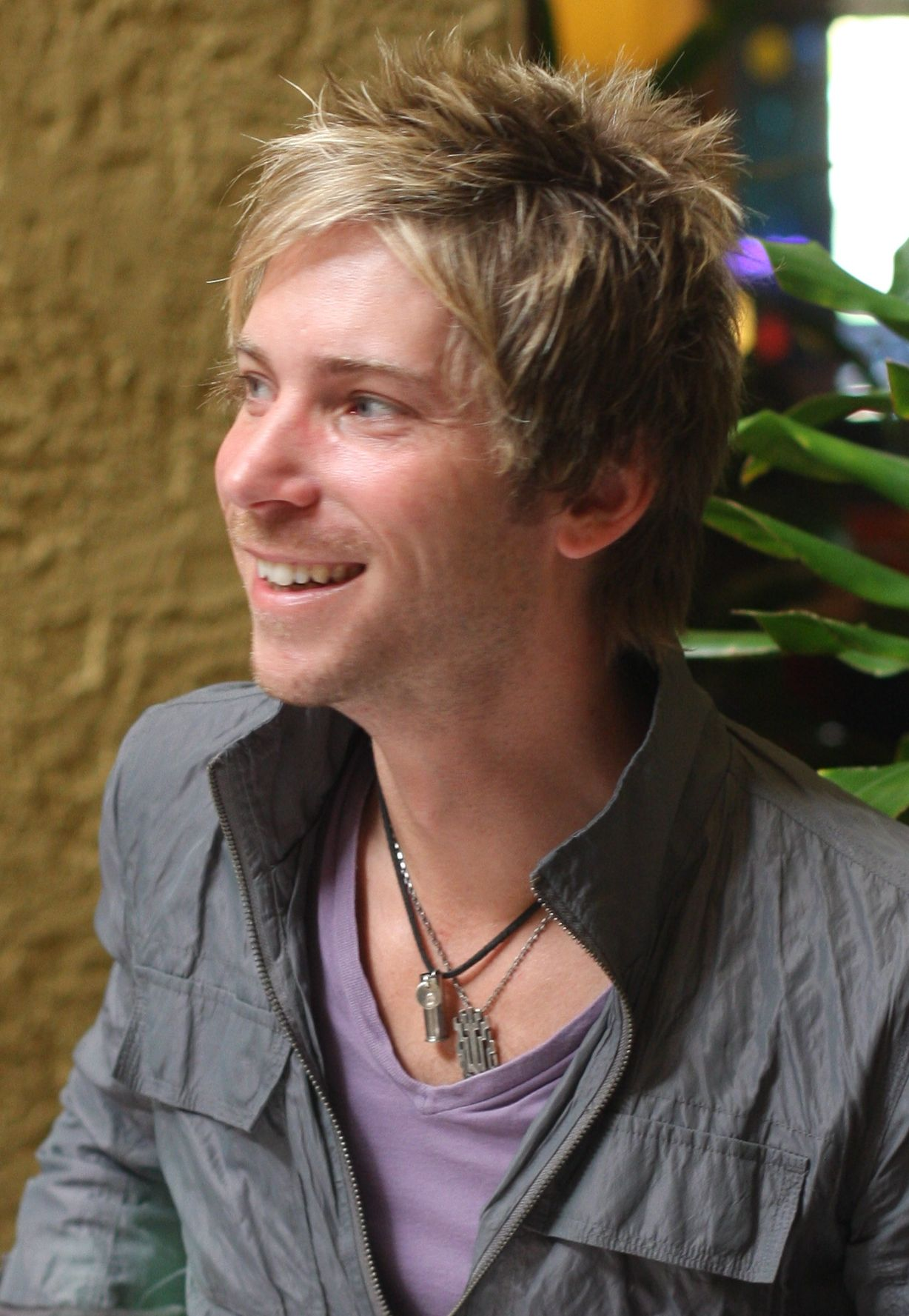
Troy Baker

Joel Miller (doppiato in lingua originale da Troy Baker e in italiano da Lorenzo Scattorin): è il protagonista di The Last of Us. Originario di Austin, Texas, allo scoppio dell'epidemia era un padre single sui 30 anni. In fuga con suo fratello Tommy e sua figlia 13 enne Sarah, rimase coinvolto in uno scontro a fuoco con un soldato che ferì mortalmente la piccola, portandola a morire fra le sue braccia e lasciandolo traumatizzato. Nei 20 anni che seguirono, Joel fece tutto il necessario per sopravvivere.
20 anni dopo la morte della figlia, Joel lavora come contrabbandiere nella zona di quarantena di Boston insieme a Tess, sua socia e amica. Mentre cercano delle armi rubate da Robert, una loro vecchia conoscenza, vengono incaricati da Marlene, leader della milizia ribelle nota come Luci, di consegnare una ragazza di nome Ellie in un punto di incontro al di fuori della zona. Durante il percorso, Joel scopre che Ellie è immune all'infezione. Giunti sul luogo e scoperto che l'incontro è saltato, Tess rivela di essere stata morsa e chiede a Joel di proseguire da solo la missione per portare la ragazza da Tommy, che una volta era parte delle Luci. Inizialmente, l'uomo si mostra scontroso e burbero verso Ellie, affezionandosi però a lei con il proseguire del viaggio. Una volta arrivato da Tommy, pur volendo inizialmente lasciare la ragazza da lui per fargli proseguire la missione al posto suo, decide di farsi dare le coordinate della base delle Luci e di andarci lui stesso insieme a Ellie, mostrando di non volersi separare dalla ragazza. Il loro legame si rafforza quando Joel rimane ferito gravemente, quando Ellie si prende cura di lui e quando l'uomo la salverà da un gruppo di cannibali che l'avevano rapita. Alla fine, Joel dimostra di vedere Ellie come una seconda figlia, scegliendo di salvarla dalle Luci stesse, che avevano intenzione di creare un vaccino estraendo la porzione infetta del suo cervello, cosa che l'avrebbe uccisa. Per assicurarsi di non venire inseguito, Joel uccide anche Marlene. Lungo il viaggio di ritorno, Ellie (che era stata sedata) si risveglia e chiede a Joel cos'è successo; l'uomo quindi le mente dicendole che la sua immunità è inutile e che le Luci hanno smesso di cercare una cura. Quando la ragazza gli chiede di giurarle che ciò che ha detto è la verità, lui giura senza esitare.
Mentre progettava l'aspetto fisico di Joel, il team di sviluppo ha cercato di renderlo abbastanza flessibile da poter apparire sia come uno "spietato contrabbandiere nel sottobosco criminale di una zona di quarantena" sia come una "dolce figura paterna per Ellie". Mentre scriveva il personaggio, Neil Druckmann si è ispirato all'interpretazione di Josh Brolin come Llewellyn Moss in Non è un paese per vecchi, che ha descritto come "silenziosa e perfetta anche sotto pressione". Tuttavia, l'interpretazione di Troy Baker lo ha portato a modificare il personaggio, rendendolo generalmente più empatico. L'idea di Druckmann era infatti quella di permettere ai giocatori, in particolari ai genitori, di potersi relazionare con il personaggio. Inoltre, si è mostrato intrigato dal fatto che molti giocatori lo definissero un eroe mentre altri un antagonista; secondo lui, Joel non è altro che un "personaggio complesso che ha preso decisioni giuste e sbagliate". Durante le audizioni, Baker lesse una frase relativa a Joel che lo descriveva come un personaggio con "pochi confini morali rimasti da infrangere", che per lui divenne un punto cardine. Baker è tornato per reinterpretare il personaggio in The Last of Us Parte II.

### Ellie

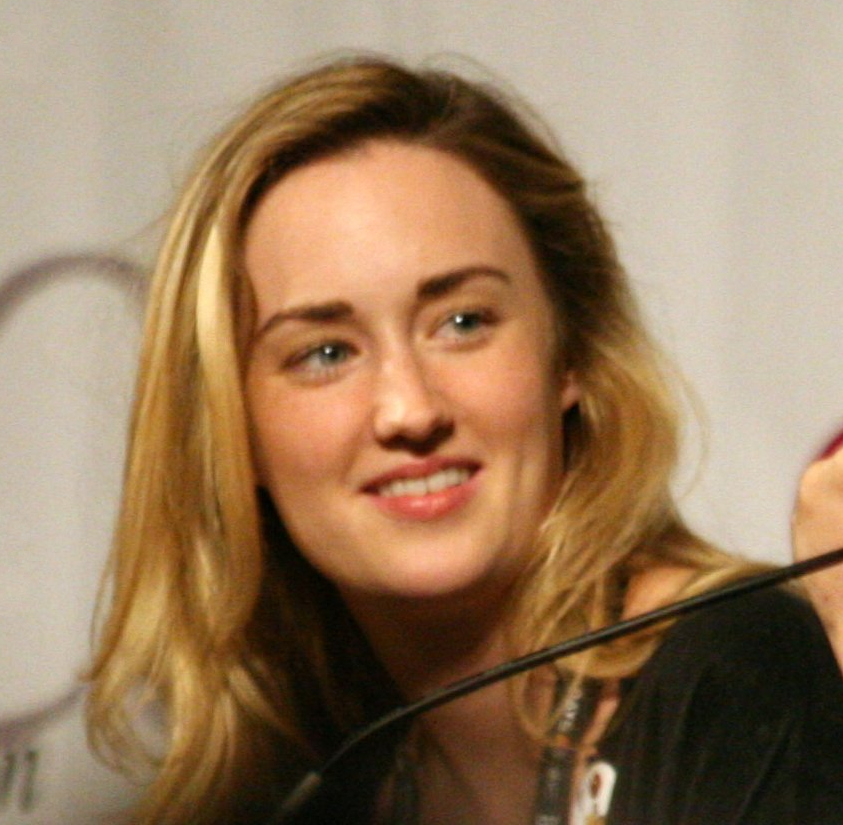
Ashley Johnson

Ellie (doppiata in lingua originale da Ashley Johnson e in italiano da Gea Riva): è un'orfana 14 enne e co-protagonista del gioco, nonché uno dei pochi personaggi a non avere mai conosciuto la vita prima dell'epidemia. Il suo passato viene raccontato nel DLC The Last of Us: Left Behind e nella miniserie a fumetti The Last of Us: Il sogno americano.
Dopo essere sopravvissuta a un morso di un infetto e ad aver scoperto di essere immune all'infezione, Ellie viene incaricata di essere scortata da Joel fino alla base delle Luci. Inizialmente infastidita dalla scontrosità dell'uomo, finirà per affezionarsi molto a lui. Dopo un incontro traumatizzante durante l'inverno, dove viene rapita e quasi violentata da una banda di cannibali, diventa riservata e introversa. Quando Joel riesce finalmente a consegnarla alle Luci, scopre che il fungo Cordyceps presente nel suo cervello è mutato e che, estraendolo, sarà possibile sviluppare un vaccino, cosa che però costerebbe la vita alla ragazza. Mentre Ellie viene sedata e preparata per l'intervento, Joel irrompe nella sala operatoria, deciso a non perdere la persona che ormai vede quasi come una seconda figlia, uccidendo i dottori e portandola via. Durante il viaggio di ritorno, quando Ellie riprende conoscenza, Joel le mente dicendole che sono state trovate altre dozzine di persone immuni e che le Luci hanno ormai smesso di cercare una cura. Più tardi, la ragazza gli chiederà di giurarle che tutto ciò che le ha raccontato è vero, e l'uomo giurerà senza esitare, apparentemente convincendola.
Il team di sviluppo ha più volte affermato che l'aspetto di Ellie era "cruciale" per la riuscita del gioco; l'obiettivo era renderla abbastanza giovane da rendere credibile il suo rapporto con Joel ma abbastanza grande da poter apparire come un'adolescente dalle mille risorse e capace di cavarsela da sola. Neil Druckmann ha affermato che tutte le varie meccaniche di gioco intorno a Ellie vennero a galla quando lui e Bruce Straley stavano racimolando idee originali per Uncharted 2: Il covo dei ladri e finirono per creare un "personaggio muto che seguiva e aiutava il giocatore ovunque andasse". Sebbene questo concetto venne scartato, l'idea venne mantenuta e finì per fare da ispirazione a quella che quattro anni dopo sarebbe diventata Ellie. In seguito al rilascio di Left Behind, Druckmann confermò che Ellie è lesbica. Johnson è tornata per reinterpretare il personaggio in The Last of Us Parte II.

## Personaggi secondari

### Marlene
Marlene (doppiata in lingua originale da Merle Dandridge e in italiano da Stefania De Peppe): è la leader delle Luci, una milizia che tenta di strappare all'esercito il controllo sulle zone di quarantena. È stata incaricata dalla madre di Ellie, sua cara amica, di prendersi cura della figlia, pur conoscendola solo dopo che era stata infettata. Dopo essere rimasta ferita a Boston, si offre di restituire a Joel e Tess le armi che Robert ha rubato a loro se in cambio loro trasporteranno Ellie fuori dalla zona di quarantena. Joel la incontra nuovamente all'ospedale di Salt Lake City, dove alcuni scienziati stanno facendo degli esami su Ellie. La donna quindi gli spiega che effettueranno un'operazione chirurgica su Ellie che permetterà a loro di sviluppare un vaccino, ma che purtroppo probabilmente ucciderà la ragazza. Joel però non è d'accordo e si ribella, riuscendo a salvare Ellie ancora sedata, dopo ad aver ucciso le Luci e il chirurgo. Nel parcheggio dell'ospedale, Marlene cerca di convincerlo a non portarla via, affermando che salvandola non farebbe altro che farla morire in modo ancora più brutale in futuro. Joel però la ignora e le spara nello stomaco. Lei lo implora di risparmiarla, ma lui la uccide con uno sparo in testa, assicurandosi così che le Luci non possano più seguirli.
Il team di sviluppo ha voluto dare a Marlene un aspetto fisico che la rendesse "capace e in controllo", trasmettendo però al tempo stesso compassione e facendo credere ai giocatori che le importi realmente della salute di Ellie. Dandridge ha ritenuto il personaggio di Marlene "complicato", credendo che voglia fare la cosa giusta per un bene superiore ma spiegando che numerosi eventi accaduti nella sua vita hanno confuso la sua levatura morale. Pur credendo che Marlene sia effettivamente una "brava persona", ha affermato che l'ambiguità di ogni personaggio è un fattore chiave per il successo del gioco. Ha anche apprezzato l'utilizzo della motion capture, paragonandola a una produzione teatrale.

### Tess

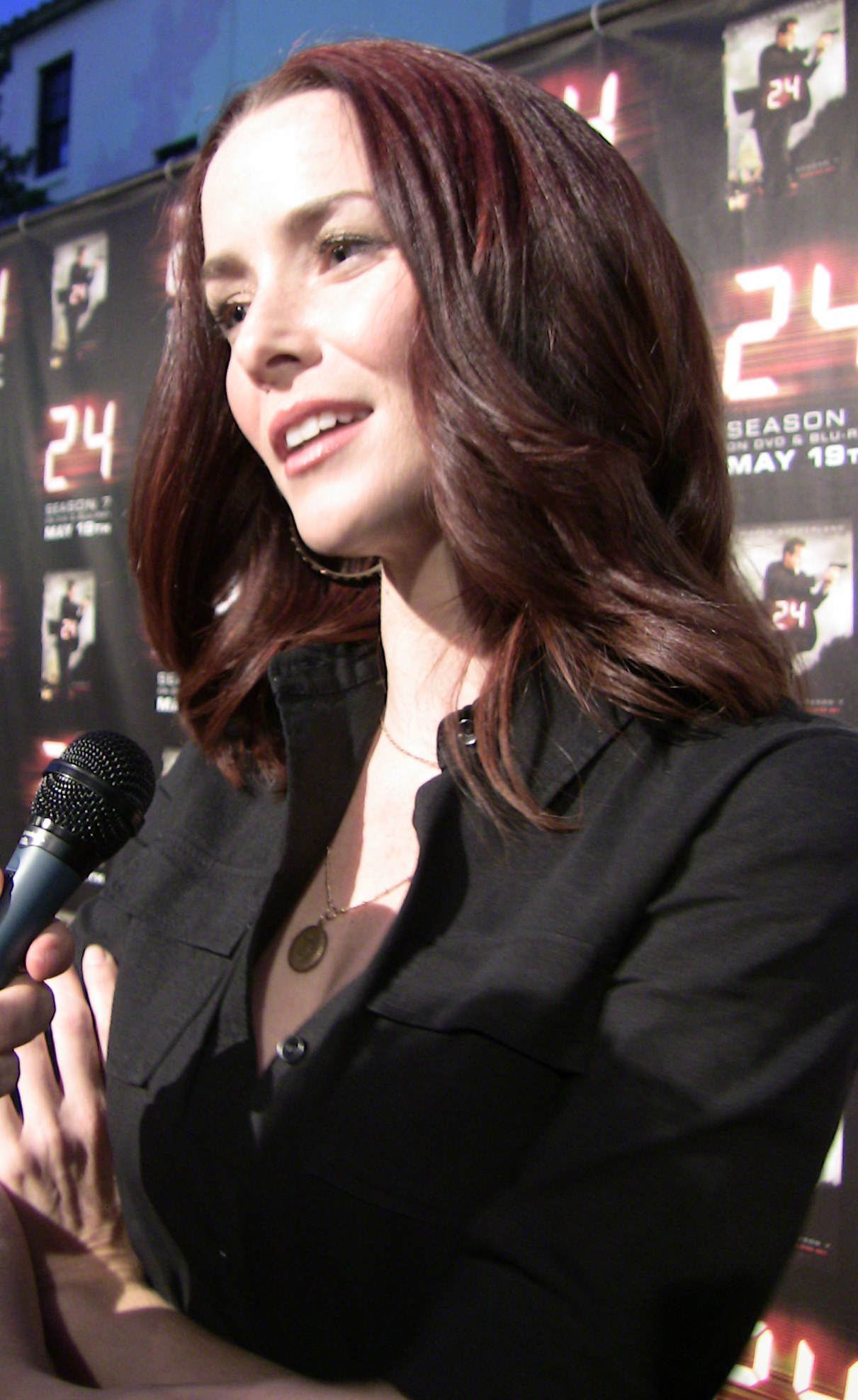
Annie Wersching

Tess (doppiata in lingua originale da Annie Wersching e in italiano da Beatrice Caggiula): è la contrabbandiera socia e amica di Joel. Dopo aver inseguito e ad aver ucciso Robert, un loro ex-socio che aveva rubato le loro armi, i 2 vengono a sapere che Marlene è disposta a restituire loro la mercanzia a patto che loro consegnino Ellie al palazzo del governo fuori dalla zona di quarantena, scoprendo però che le Luci che avrebbero dovuto incontrarsi con loro sono morte. Quando Joel protesta e afferma che devono ritornare indietro, Tess insiste di non poterlo fare e rivela di essere stata morsa da un infetto. Con il sopraggiungere di alcuni soldati nell'edificio, Tess ordina a Joel, come suo ultimo desiderio, di portare Ellie da Tommy, che un tempo faceva parte delle Luci. Decide poi di sacrificarsi venendo uccisa dai soldati che hanno fatto irruzione.
Quando progettava l'aspetto fisico di Tess, il team di sviluppo volle renderla "tosta e capace", aggiungendo anche alcune caratteristiche che facessero intuire che fosse anche più spietata di Joel. Inizialmente, Tess doveva essere l'antagonista principale e avrebbe dovuto dare la caccia a Joel finendo per essere uccisa da Ellie. Tuttavia, gli sviluppatori trovarono surreale il fatto che potesse dare la caccia a un uomo per più di un anno in diversi stati e scelsero così di alterare la storia. Wersching rimase colpita dal copione e dall'abilità di Druckmann di scrivere personaggi femminili, ignorando ogni tipo di stereotipo e influenza esterna e concentrandosi esclusivamente sullo scrivere la "propria storia".

### Tommy
Tommy Miller (doppiato in lingua originale da Jeffrey Pierce e in italiano da Gabriele Marchingiglio): è il fratello minore di Joel. Durante lo scoppio dell'epidemia, fa salire Joel e Sarah nella sua auto per portarli al sicuro. Quando la loro auto viene tamponata da un'altra macchina, prende la rivoltella di Joel e la usa per difendere lui e la bambina. Dopo la morte di Sarah, lui e Joel inizialmente sopravvivono insieme ma, vedendo il mondo in due modi diversi, alla fine si separano, con Tommy che entra a far parte delle Luci. Dopo aver perso fiducia nella causa, abbandona la milizia e costruisce un insediamento nel Wyoming insieme a sua moglie Maria. 20 anni dopo, quando Joel ed Ellie raggiungono il suo insediamento, i due fratelli si riuniscono. Inizialmente, Tommy si rifiuta di prendersi in carico Ellie ma, dopo aver capito che i due condividono un forte legame e che Joel non si fida di sé stesso abbastanza da proseguire il viaggio, accetta di portarla dalle Luci. Tuttavia, dopo un breve confronto con la ragazza, Joel decide di portarla dalle Luci di persona e si congeda da Tommy, che gli promette un posto a Jackson per quando torneranno. Alla fine, Joel continua il viaggio con Ellie, mentre Tommy ritorna nell'insediamento da Maria.
Il team di sviluppo volle che l'aspetto fisico di Tommy ricordasse Joel in "statura e robustezza" ma che esprimesse anche la sua compassione. Infatti, pur condividendo la "forte mascolinità" di Joel, possiede una gentilezza che al fratello manca. Pierce si presentò inizialmente per il ruolo di Joel, che andò poi però a Troy Baker. Quando arrivò il momento di cercare un attore per il ruolo di Tommy, il team contattò immediatamente Pierce e rimase colpito dalla sua performance. Baker affermò anche che l'amicizia e affinità fra lui e Pierce fu fondamentale per rendere credibile il rapporto fra Joel e Tommy. Pierce riprese il ruolo di Tommy in The Last of Us Parte II.

### Bill
Bill (doppiato in lingua originale da W. Earl Brown e in italiano da Claudio Moneta): è un sopravvissuto e socio in affari di Joel e Tess che risiede nella città di Lincoln, a poca distanza da Boston. Uomo sui 40 anni, paranoico e aggressivo, vive da solo in una città fortificata che ha minato di trappole per uccidere gli infetti e tenere alla larga gli intrusi. Joel lo visita insieme a Ellie, nella speranza che possa ripagare alcuni favori che gli deve procurando a lui e alla ragazza un'auto per raggiungere Jackson, dove Tommy è andato ad abitare; Bill dice però che l'unico veicolo con una batteria funzionante si trova nella parte della città più visitata dagli infetti e che lui non visita mai. Dopo aver raggiunto la scuola, scoprono che la batteria è stata rubata. In fuga da un'orda di infetti che ha assediato la scuola, si rifugiano in una casa abbandonata, dove Bill scopre che il suo ex-socio e compagno Frank si è suicidato dopo aver scoperto di essere infetto, rivelando anche di essersi separato dal compagno e di aver rubato la batteria montandola sul suo furgone per tentare la fuga dalla città. Dopo aver avviato la macchina e ad aver seminato gli infetti, Joel fa scendere Bill e gli esprime il suo dispiacere per la morte del compagno. Bill però chiude il discorso e afferma che ora "sono pari", ordinando a Joel di andarsene dalla sua città. 4 anni dopo, durante gli eventi di The Last of Us Parte II, Ellie racconterà a Dina delle sue trappole e di come Joel le ha insegnato a evitarle.

### Henry e Sam
Henry (doppiato in lingua originale da Brandon Scott e in italiano da Davide Albano) e Sam (doppiato in lingua originale da Nadji Jeter e in italiano da Stefano Pozzi): sono due fratelli afroamericani che Joel ed Ellie incontrano mentre cercano di fuggire al gruppo di cacciatori che ha preso possesso della città di Pittsburgh. Henry ha 25 anni, mentre Sam ne ha 13. Inizialmente, Joel e Henry saranno ostili l'uno nei confronti dell'altro, poiché ognuno crederà che l'altro sia un cacciatore, fino a che Joel non vede Sam e Henry non vede Ellie, capendo che sono semplici sopravvissuti poiché i cacciatori non girano con i ragazzini. I 4 decidono quindi di allearsi per fuggire dalla città e raggiungere le Luci. Collaborano dunque per eliminare i cacciatori posti a guardia del ponte che collega la città con la regione esterna e raggiungere una torre radio nei sobborghi. Lì, Joel e Henry fanno amicizia parlando di motociclette, mentre Sam diventa sempre più introverso e depresso, in particolare dopo aver parlato con Ellie della morte e degli infetti. La mattina dopo, si scopre che Sam era stato morso da un infetto e si trasforma, attaccando Ellie e obbligando Henry a ucciderlo. Disperato per la morte del fratello, Henry si suicida sparandosi in testa.
Sia Henry sia Sam sono stati progettati appositamente per rispecchiare rispettivamente Joel ed Ellie. Quando Brandon Scott venne scelto per il ruolo, il team di sviluppo gli mostrò solo alcuni schizzi del personaggio e mantenne minimi i dettagli della storia, cosa che lui apprezzò molto poiché gli permise di aggiungere al personaggio alcune sue caratteristiche personali; a detta sua "Non è necessario descrivere e pianificare minuziosamente come si comporterà il tuo personaggio, perché in fondo sei tu". Il team di sviluppo gli disse anche che ogni azione di Henry doveva essere volta a proteggere Sam, cosa che Scott prese alla lettera. Ashley Johnson, inoltre, affermò che il personaggio di Sam fosse "realmente spaventato dal mondo che lo circondava", apprezzando molto questa sua diversità dagli altri personaggi.

### David

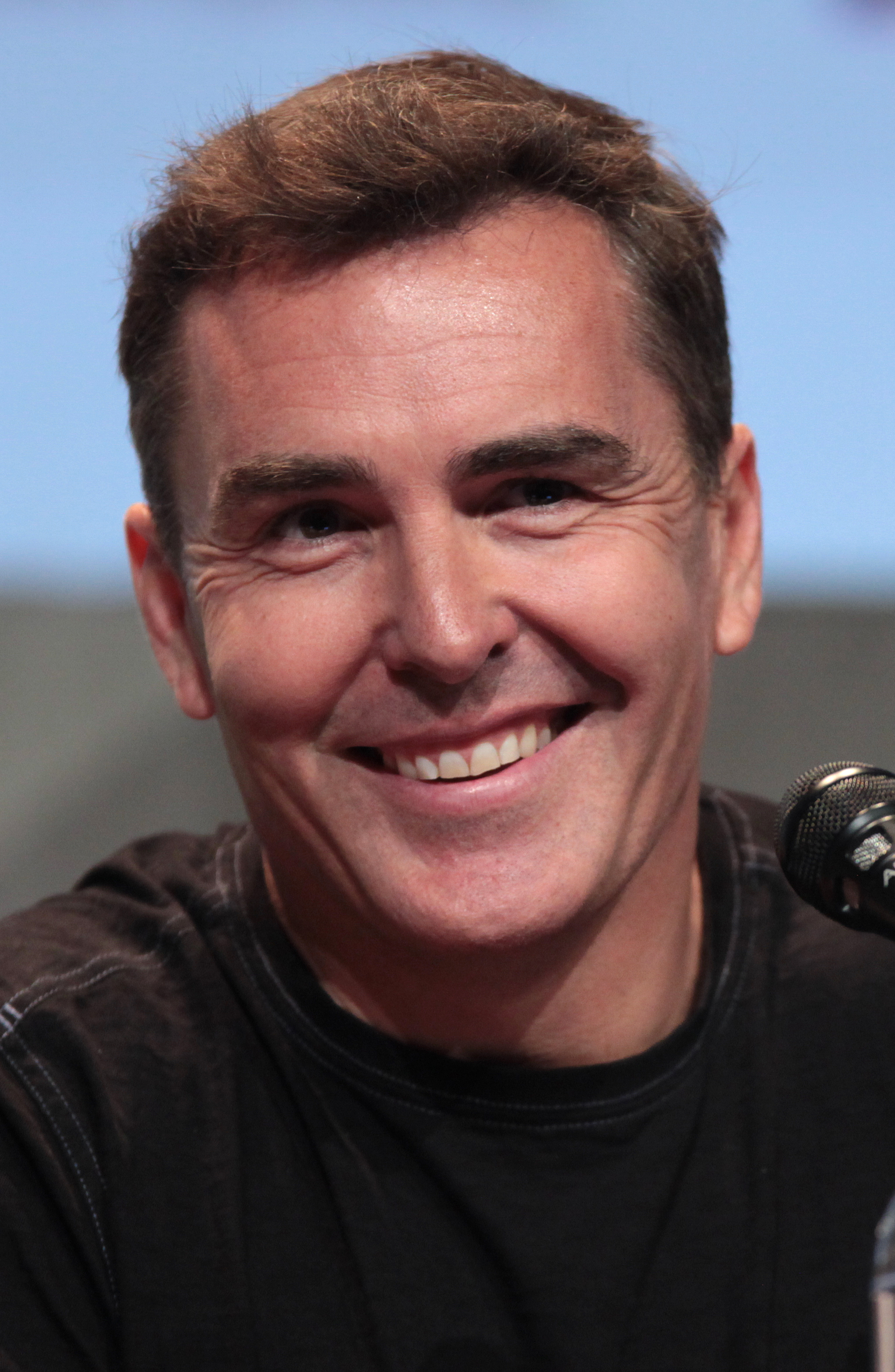
Nolan North

David (doppiato in lingua originale da Nolan North e in italiano da Luca Sandri): è il leader di un gruppo di cannibali nel quale Ellie si imbatte nei pressi del resort sul lago, dove ha fatto nascondere Joel mentre guarisce da una grave ferita. Inizialmente, Ellie incontra lui e un altro cacciatore dopo aver abbattuto un cervo e lui si offre di fare uno scambio con lei, dandole della penicillina in cambio della carcassa dell'animale. Dopo che lui ed Ellie hanno sconfitto un'orda di infetti, Ellie all'inizio credeva che David sarebbe diventato un suo amico, ma pian piano però scopre che David, in realtà, è il capo della banda dei cacciatori che hanno attaccato Ellie all'Università, dove Joel è stato ferito. Lui permette a Ellie di fuggire, ma in seguito la segue e la cattura, portandola alla sua base in una città. Lì, Ellie scopre che David e la sua banda sono cannibali. Riesce quindi a fuggire dall'uomo, uccidendo James ed evadendo dalla cella in cui era stata rinchiusa, mentre David e la sua banda iniziano a darle la caccia. Alla fine, David la ritrova e la blocca in un ristorante, dandole la caccia per diversi minuti e dando persino fuoco al locale per impedirle di fuggire. Ellie alla fine lo tira giù, ma e ancora vivo. L'uomo riesce quindi a sbatterla a terra e tenta di strangolarla, ma Ellie riesce ad afferrare il suo machete e lo uccide brutalmente colpendogli ripetutamente la testa fino a fargli a pezzi il cranio, finché Joel la raggiunge e la tranquillizza. 
La postura e i vari gesti di David sono stati progettati apposta per esprimere una natura calda e benevola, facendo credere ai giocatori che fosse pronto ad accogliere Ellie nel suo gruppo. A interpretarlo è il doppiatore professionista Nolan North, che ha anche interpretato Nathan Drake nella serie di Uncharted, anch'essa prodotta da Naughty Dog. Dopo essersi messo in contatto con Druckmann, ha immediatamente accettato la parte, apprezzando la diversità rispetto alle sue precedenti interpretazioni. Per adeguarsi meglio al ruolo, gli venne chiesto di modificare la propria voce per non rendersi riconoscibili; il primo tono vocale, che lui descrive come "molto silenzioso", venne immediatamente accettato da Druckmann. North arrivò anche a empatizzare con David, vedendolo come un "sopravvissuto" e spiegando che molte delle sue azioni in fondo sono anche comprensibili, data la situazione post-apocalittica. Inizialmente, infatti, David tenta anche di proteggere Ellie, che vede come un "barlume di speranza". Prima che venisse scelto il nome ufficiale, David era noto come il "Re Cannibale" e doveva essere semplicemente un nemico che avrebbe fatto cambiare per sempre Ellie. Quando North venne però scelto per il ruolo, il team di sviluppo decise di rendere il suo personaggio più carismatico perché potesse essere all'altezza della fama del suo interprete.

### Riley
Riley Abel (doppiata in lingua originale da Yaani King e in italiano da Jolanda Granato): è la migliore amica di Ellie. Apparsa nel DLC Left Behind, lei ed Ellie si conobbero al collegio militare dove la seconda venne mandata all'età di 13 anni; alla fine, Riley se ne andò per unirsi alle Luci. All'inizio di Left Behind, ritorna a visitare l'amica dopo una lunga assenza e la sorprende nella sua stanza. Le 2 vanno quindi insieme in un vecchio centro commerciale, dove discutono quando Ellie scopre che Riley verrà trasferita insieme ad altre Luci in un'altra città. Alla fine, Ellie supporta la sua decisione ma, mentre ballano insieme per un'ultima volta, si rattrista e implora l'amica di non andare. Riley si strappa quindi la piastrina delle Luci dal collo, scegliendo Ellie invece delle Luci, e le due si scambiano un bacio. Mentre decidono cosa fare insieme, vengono attaccate dagli infetti. Entrambe vengono morse e decidono di passare le loro ultime ore insieme. Riley si trasformerà, mentre Ellie no.
King si preparò al ruolo di Riley studiando la storia di The Last of Us e della miniserie a fumetti The Last of Us: Il sogno americano. A detta sua, Riley ha "una personalità estremamente forte, decisa e sicura di sé per essere una sedicenne." Secondo lei, Ellie e Riley condividono una grande amicizia e hanno bisogno l'una dell'altra per sopravvivere. Ha inoltre aggiunto che Ellie vede Riley come una sua mentore, poiché l'ha aiutata a vedere il mondo in modo diverso.

### Sarah
Sarah (doppiata in lingua originale da Hana Hayes e in italiano da Deborah Morese): è la figlia 13 enne di Joel e il primo personaggio giocabile del gioco. I poster e le fotografie in camera sua fanno intuire sia un'appassionata giocatrice di calcio. All'inizio del gioco, regala a suo padre un nuovo orologio per il suo compleanno. Durante le prime ore del giorno successivo, viene svegliata da alcuni rumori esterni e dal telefono di Joel, al quale Tommy sta disperatamente tentando di telefonare. Più tardi, suo padre entra in casa e tira rapidamente fuori la sua rivoltella, uccidendo il vicino di casa ormai infetto e spaventandola. Fugge quindi in auto insieme a Tommy e Joel, ma rimane ferita a una gamba dopo un incidente, obbligando suo padre a portarla in braccio. Ai confini della loro città natale, vengono fermati da un soldato, che apre il fuoco. Sebbene Tommy riesca a ucciderlo, Sarah viene ferita mortalmente e muore fra le braccia di Joel.
Il team di sviluppo decise che l'aspetto fisico di Sarah doveva essere "realistico", sottolineando il suo rapporto con Joel ma comunque definendola come un personaggio unico. Venne descritta come "una ragazza con i piedi per terra e molto simile a Ellie". Riguardo al suo rapporto con Joel, Hayes affermò che "sono più migliori amici che non padre e figlia", citando il loro umorismo e le continue battute. Durante l'audizione, Hayes si sentì inoltre molto intimorita, non avendo mai lavorato a dei videogiochi, e cercò quindi di pronunciare meno battute possibili, comunicando il resto attraverso movimenti del corpo, che il team di sviluppo ritenne una decisione perfetta per evidenziare la naturalezza. Per recitare la scena della morte di Sarah, Hayes cercò di trasmettere quante più emozioni possibili, ricordando eventi come la morte di suo nonno.

### Altri personaggi
| Personaggio | Attore             | Doppiatore italiano | Dettagli |
| ----------- | ------------------ | ------------------- | --- |
| Robert      | Robin Atkin Downes | Luca Ghignone       | Un contrabbandiere che fornisce armi a Joel e Tess. Viene ucciso da quest'ultima dopo aver scoperto che ha venduto la loro merce alle Luci. |
| Maria       | Ashley Scott       | Lucy Matera         | La moglie di Tommy e cognata di Joel. Lei e suo padre gestivano un insediamento nella Contea di Jackson appena dopo lo scoppio dell'epidemia. Quando Joel ed Ellie li visitano, Maria si oppone fermamente alla decisione di Joel di far consegnare Ellie a Tommy, poiché ha paura che possa morire. Alla fine, Joel decide di restare con la ragazza e Tommy ritorna all'insediamento con Maria. Il team di sviluppo volle che gli abiti di Maria evidenziassero la sua natura "forte e capace". Scott si era inizialmente presentata per il ruolo di Tess, venendo scartata a favore di Annie Wersching ma in seguito riaccettata quasi subito per il ruolo di Maria. È ritornata per interpretare il personaggio anche in The Last of Us Parte II. |
| James       | Reuben Langdon     | Maurizio Merluzzo   | Il braccio destro e assistente di David. Durante una battuta di caccia insieme a quest'ultimo, si imbatte in Ellie e gli viene ordinato di tornare all'accampamento per portarle delle medicine. Dopo essere ritornato, riconosce Ellie come la ragazza che ha ucciso molti dei loro uomini all'università e le punta contro una pistola, venendo poi convinto da David a darle le medicine e lasciarla andare. Più tardi, quando David cattura Ellie, lo aiuta a immobilizzarla su un tavolo per ucciderla. Quando la ragazza rivela a David di essere stata morsa, rimane scioccato e dallo stupore lascia la presa, permettendo a Ellie di ucciderlo colpendolo al collo con una mannaia. Langdon, che già stava lavorando con loro in qualità di stuntman per le scene di combattimento, venne scelto per il ruolo di James poiché, secondo Druckmann, rendeva perfettamente l'idea di un personaggio che non si fidava di un altro ma che lo rispettava lo stesso.                     |
| Frank       | N/A                | N/A                 | L'ex-compagno di Bill. Si suicida impiccandosi dopo essere stato morso da alcuni infetti. In una lettera lasciata prima di uccidersi rivela di aver lasciato Bill a causa della sua paranoia e che aveva intenzione di usare la batteria rubatagli per riparare un'auto e fuggire dalla città. |
| Ish         | N/A                | N/A                 | È un sopravvissuto che non appare mai nel gioco ma del quale si viene a sapere attraverso varie lettere lasciate nelle fogne di Pittsburgh. In esse, si scopre che era un pescatore professionista rifugiatosi nelle fognature dopo aver fatto erroneamente arenare la barca e che aveva accettato l'invito di alcune persone che vivevano lì insieme a dei bambini. Con il passare del tempo, riuscì a trasformare le fogne in una vera e propria comunità, la quale però un giorno crollò completamente quando uno di loro dimenticò la porta aperta, permettendo a un'orda di infetti di riversarsi all'interno e uccidere diversi sopravvissuti, inclusi i bambini. Un'ultima lettera di Ish presente nei sobborghi rivela che è riuscito a scappare insieme ad altri sopravvissuti. Kotaku ha definito la storia di Ish come "la lezione più dura che The Last of Us insegna. Ish è infatti una persona migliore di Joel, ma la sua gentilezza ha portato alla morte di altre persone. |